# Wahlenbergia polytrichifolia
Wahlenbergia polytrichifolia är en klockväxtart som beskrevs av Rudolf Schlechter. Wahlenbergia polytrichifolia ingår i släktet Wahlenbergia och familjen klockväxter.

## Underarter
Arten delas in i följande underarter:
- W. p. dracomontana
- W. p. polytrichifolia